# Климент (Верниковский)
Епископ Климент (в миру Константин Александрович Верниковский; 2 (14) февраля 1863, село Погорелое, Игуменский уезд, Минская губерния — 19 сентября (2 октября) 1909, Москва) — епископ Русской православной церкви, епископ Винницкий, викарий Подольской и Брацлавской епархии.

## Биография
Родился 2 февраля 1863 года в бедной семье псаломщика села Погорелого Игуменского уезда Минской губернии.
Первоначальное образование получил в Минском Духовном училище и в 1880 году поступил в Минскую Духовную Семинарию. Отличительными чертами его характера были благодушие, незлобие, кротость, тонкая деликатность и готовность помочь каждому.
Блестяще окончив в 1886 году семинарский курс, как наилучший студент своего выпуска, был послан на казённый счет в Санкт-Петербургскую Духовную Академию.
16 сентября 1889 года в начале четвёртого курса принял постриг с именем Климент и через некоторое время был рукоположен в иеромонаха.
В 1890 году окончил Санкт-Петербургскую духовную академию со степенью кандидата богословия, рукоположен во иеромонаха и назначен инспектором Холмской духовной семинарии. С 1891 года — ректор той же семинарии в сане архимандрита.
В 1892 году — ректор Московской духовной семинарии.
В 1897 году — настоятель посольской церкви в Риме. Архимандрит Климент с самого начала своего настоятельства заявил о «потребности иметь православный храм, отвечающий достоинству Православия и величию Отечества». Для сбора средств архимандрит Климент выезжал даже в Москву, где ему удалось получить деньги от Великих князей Сергея Александровича и Михаила Николаевича, от московских фабрикантов и сибирских золотопромышленников — всего было собрано 265.000 итальянских лир.
Весть о своем назначении во епископа он получил в то время, когда вместе с русскими паломниками направлялся в Латеранский собор в Риме.
26 мая 1902 года в Свято-Троицком соборе Александро-Невской Лавры хиротонисан во епископа Уфимского и Мензелинского.
С 26 ноября 1903 года — епископ Подольский и Брацлавский.
С 1 декабря 1904 года уволен на покой с титулом епископа Винницкого и оставлением его присутствующим членом Святейшего Синода.
С 27 августа 1905 года освобождён от присутствования в Священном Синоде с увольнением на покой и отменой наименования его епископом Винницким.
Скончался 19 сентября 1909 года в Москве.